# Спортінг (Сан-Томе)
Футбольний клуб «Спортінг Сан-Томе» (порт. Sporting Clube de São Tomé) — футбольний клуб Сан-Томе і Принсіпі із міста Сан-Томе. Клуб був заснований у 1939 році, та є одним із багатьох дочірніх клубів лісабонського «Спортінга». Клуб проводить домашні матчі на стадіоні «Ештадіу Насьйонал 12 ді Жунью» місткістю 6500 глядачів. «Спортінг» грає в чемпіонаті острова Сан-Томе, та тричі був чемпіоном країни, проте всі три перемоги були ще до проголошення незалежності країни.

## Титули і досягнення
- Чемпіон Сан-Томе і Принсіпі (3): 1952, 1966, 1971